# Raoul Ploquin
Raoul Ploquin est un producteur, scénariste, directeur de production et réalisateur français, né Raoul Édouard Ploquin le 30 mai 1900 dans le 15e arrondissement de Paris et mort le 29 novembre 1992 à Louveciennes (Yvelines).

## Biographie
Il débute au cinéma en 1924, écrivant les textes (ou intertitres) de quelques films muets. Dans les années 1930, il est notamment dialoguiste des versions françaises de plusieurs coproductions franco-allemandes (tournées simultanément en versions allemandes, avec des distributions différentes, pratique courante alors). En 1933, il débute comme producteur sur deux de ces coproductions et réalise, aux côtés de Ludwig Berger, la version française de l'une d'elles (La Guerre des valses). 
En 1940, il est nommé à la direction du COIC (Comité d'Organisation de l'Industrie Cinématographique) par le gouvernement de Vichy. En tant que directeur, c'est lui qui signe le décret excluant les Français juifs de la profession cinématographique. En 1943, il fonde sa propre compagnie de production, appelée "Les Films Raoul Ploquin", et poursuit par son entremise ses activités de producteur, jusqu'à un dernier film en 1967 (La Musica). Le président de la COIC était le futur ministre Robert Buron.

## Filmographie partielle
Comme producteur, sauf mention contraire ou complémentaire
- 1925 : Le Nègre blanc de Serge Nadejdine, Nicolas Rimsky et Henry Wulschleger (intertitres)
- 1925 : Paris en 5 jours de Pierre Colombier et Nicolas Rimsky (intertitres)
- 1926 : Jim la Houlette, roi des voleurs de Pierre Colombier, Roger Lion et Nicolas Rimsky (intertitres)
- 1928 : La Comtesse Marie (La condesa María) de Benito Perojo (intertitres de la version française)
- 1931 : Autour d'une enquête de Robert Siodmak et Henri Chomette (comme dialoguiste de la version française)
- 1931 : La Fille et le garçon de Wilhelm Thiele et Roger Le Bon (comme dialoguiste de la version française)
- 1932 : Pomme d'amour de Jean Dréville (comme dialoguiste)
- 1932 : Le Petit Écart de Reinhold Schünzel et Henri Chomette (comme dialoguiste de la version française)
- 1933 : La Guerre des valses de Ludwig Berger (comme directeur de production et coréalisateur de la version française)
- 1933 : Un jour viendra de Gerhard Lamprecht et Serge Véber
- 1933 : L'Étoile de Valencia de Serge de Poligny
- 1934 : Vers l'abîme de Hans Steinhoff et Serge Véber
- 1934 : La Jeune Fille d'une nuit (Die Töchter ihrer Exzellenz) de Reinhold Schünzel et Roger Le Bon (comme dialoguiste de la version française)
- 1934 : Le Miroir aux alouettes de Hans Steinhoff et Roger Le Bon
- 1934 : Nuit de mai de Gustav Ucicky et Henri Chomette (superviseur)
- 1934 : L'Or de Karl Hartl et Serge de Poligny
- 1934 : Au bout du monde ou Les Fugitifs de Gustav Ucicky et Henri Chomette
- 1935 : Jonny, haute-couture de Serge de Poligny (+ assistant-réalisateur)
- 1935 : Un homme de trop à bord de Gerhard Lamprecht et Roger Le Bon
- 1935 : Le Diable en bouteille de Heinz Hilpert et Reinhart Steinbicker (superviseur)
- 1935 : Valse royale de Jean Grémillon
- 1935 : Les dieux s'amusent ou Amphytrion de Reinhold Schünzel et Albert Valentin (comme directeur de production de la version française)
- 1936 : Les Pattes de mouches de Jean Grémillon
- 1936 : Le cœur dispose de Georges Lacombe et Raoul Ploquin
- 1936 : Un mauvais garçon de Jean Boyer (+ coréalisateur)
- 1936 : Les Gais Lurons de Jacques Natanson et Paul Martin (superviseur)
- 1937 : La Chanson du souvenir de Detlef Sierck et Serge de Poligny (comme directeur de production de la version française)
- 1937 : Gueule d'amour de Jean Grémillon
- 1938 : L'Étrange Monsieur Victor de Jean Grémillon
- 1940 : L'Entraîneuse d'Albert Valentin
- 1940 : L'Héritier des Mondésir d'Albert Valentin
- 1943 : Le Corbeau de Henri-Georges Clouzot
- 1944 : Le ciel est à vous de Jean Grémillon
- 1945 : Les Dames du bois de Boulogne de Robert Bresson
- 1948 : La Vie en rose, de Jean Faurez
- 1950 : L'Invité du mardi de Jacques Deval
- 1951 : Sans laisser d'adresse de Jean-Paul Le Chanois
- 1952 : L'Amour, Madame de Gilles Grangier
- 1954 : Le Mouton à cinq pattes de Henri Verneuil (+ co-dialoguiste)
- 1958 : Le Gorille vous salue bien de Bernard Borderie
- 1958 : Maxime de Henri Verneuil
- 1959 : La Valse du Gorille de Bernard Borderie
- 1961 : Le Tracassin ou Les Plaisirs de la ville d'Alex Joffé
- 1961 : La Peau et les Os de Jean-Paul Sassy
- 1963 : La Foire aux cancres ou Chronique d'une année scolaire de Louis Daquin
- 1966 : Les Cœurs verts d'Édouard Luntz
- 1967 : La Musica de Marguerite Duras et Paul Seban